# Hermann Joachim Hahn

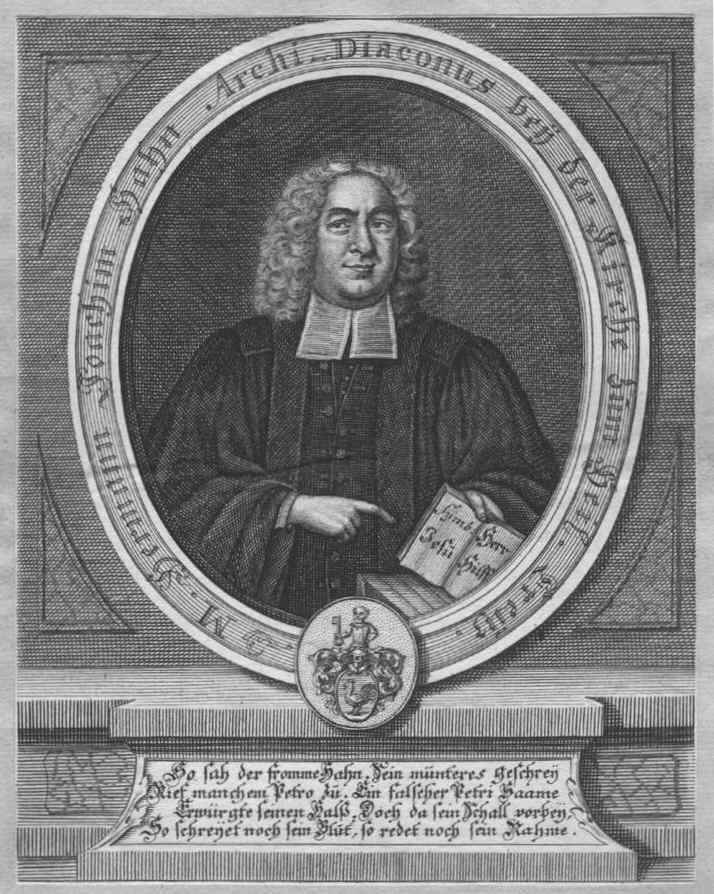
Hermann Joachim Hahn, zeitgenössischer Stich

Hermann Joachim Hahn (* 30. Juli 1679 in Grabow; † 21. Mai 1726 in Dresden) war ein evangelisch-lutherischer Theologe und Prediger der Dresdner Kreuzkirche. Seine Ermordung durch einen Katholiken wurde zu einem publizistischen Großereignis in Sachsen und führte im Mai 1726 zu einem Bürgeraufstand in der Residenzstadt Dresden.

## Leben
Hermann Joachim Hahn wurde 1679 in Grabow im (Teil-)Herzogtum Mecklenburg-Schwerin geboren. Er entstammte einem „wohlangesehenen priesterlichen Geschlechte“: Sein Vater Julius Ernst Hahn (1650–1727) wirkte als Zweiter Pastor in Grabow und war zudem als Hofprediger der mecklenburgischen Herzöge Friedrich und Carl Leopold tätig. Seine Mutter Anna war in erster Ehe mit einem Grabower Pastor verheiratet gewesen und Tochter des Lübecker Ratsbaumeisters Hermann Jäger. Auch der Großvater Hahns war als Pastor in Stralendorf und Grabow tätig gewesen.

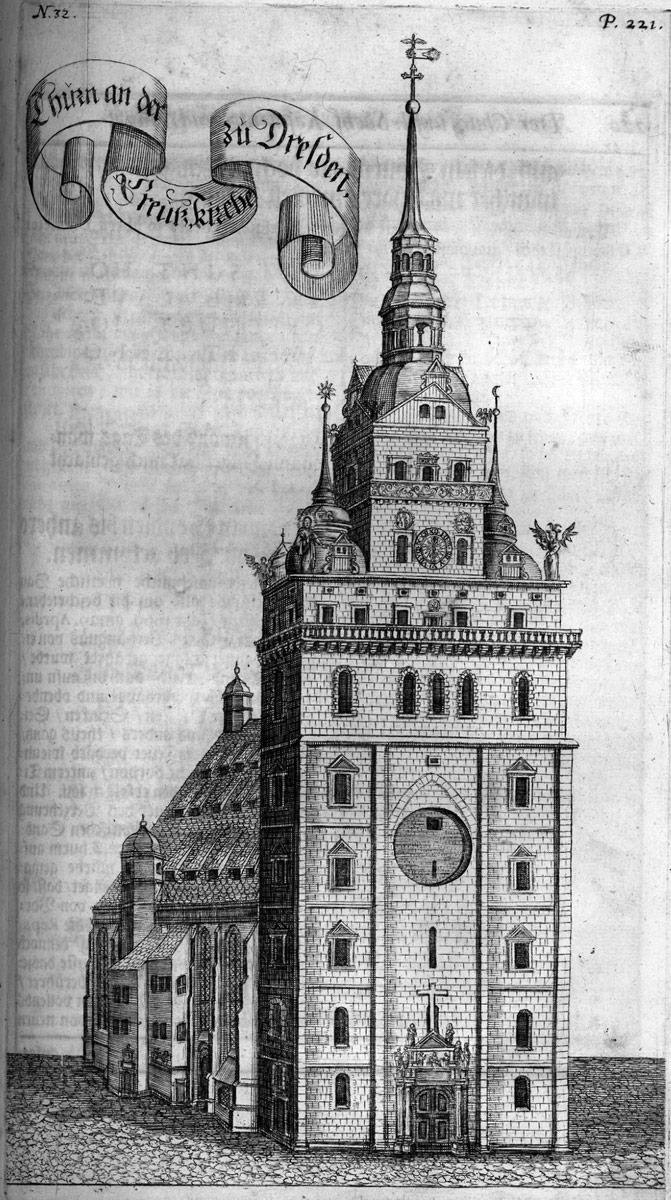
Die gotische Kreuzkirche, Wirkungsstätte Hahns

Hahn wurde gottesfürchtig erzogen. Er erhielt zunächst Unterricht von einem Rektor in Grabow. Als wundersame Begebenheit galt, dass Hahn im 12. Lebensjahr fast ertrunken wäre. Der Mann, der ihn aus dem Wasser rettete, hatte bereits seinen Vater vor dem Ertrinken gerettet. Von seinem Vater erhielt Hahn Unterricht im Hebräischen und im Lesen der Bibel. Der Vater nahm ihn zudem zu seinen Krankenbesuchen als Pastor mit.
In Begleitung seines älteren Bruders Julius Ernst Hahn (der Jüngere), der später Domprediger in Güstrow wurde, ging Hahn nach Sachsen und schrieb sich an der Universität Leipzig zum Studium der Theologie ein. Er studierte unter anderem bei Valentin Alberti, Heinrich Pipping und Gottlob Friedrich Seligmann, unterbrach sein Studium aber nach vier Jahren aufgrund einer Glaubenskrise. Er ging mit seinem Bruder nach Schwerin, kehrte jedoch nach kurzer Zeit nach Leipzig zurück, wo er als Lehrer der Theologie tätig wurde und sein Studium fortsetzte. Im Alter von 25 Jahren wurde er in einen schweren Kutschenunfall verwickelt, der ihn für längere Zeit ans Krankenbett fesselte. 1706 wurde Hahn „in Magistrum, und kurz darauff in Baccalaureum Theologiae“ promoviert. Den 1706 an ihn ergangenen Ruf, als Diakon an die Lübecker Jakobikirche zu gehen, lehnte Hahn ab. Als im selben Jahr „das unterste Diaconat an der Kirche zum Heil. Creutz in Dresden vacant“ wurde, erhielt Hahn die Stelle, die er 1707 antrat.
Im Jahr 1707 wurde er zunächst als sonntäglicher Mittagsprediger eingesetzt und wurde im selben Jahr „dergleichen Früh-Prediger“, 1708 Freitags- und 1724 Mittwochsprediger. Er nahm die Beichte ab, gab Privatstunden, kümmerte sich um die Kranken und Sterbenden und begleitete „Gefangene, Inquisiten und Maleficanten“ auf ihrem letzten Weg zur Hinrichtung. Gleichzeitig war er bestrebt, Katholiken zum Protestantismus zu bekehren, was ihm die Feindschaft seiner Gegner zuzog. 1722 wurde von lutherischer Seite, möglicherweise Hahn selbst, die Streitschrift Gespräche im Reiche der Lebendigen veröffentlicht, die aus der Niederschrift eines vierstündigen Disputs über die Religion zwischen Hahn und dem Jesuitenpater Franz Sebastian Nonhardt in Anwesenheit einer zum Katholizismus übergetretenen „hohen Dame“ bestand.
Hahn errichtete in Dresden eine Armenschule für 40 Kinder, für deren Kosten er selbst aufkam. Am 15. Oktober 1708 heiratete er Sophie Horn, die Tochter seines Leipziger Lehrers Immanuel Horn. Der Ehe entstammten fünf Töchter und fünf Söhne, von denen fünf Kinder zeitig starben. Sein Sohn (Johann) Friedrich Hahn (1715–1787) und dessen Nachkommen setzten als Pastoren in Mecklenburg die Familientradition fort.
In den Jahren 1724 und 1726 erkrankte Hahn an Typhus.

## Tod

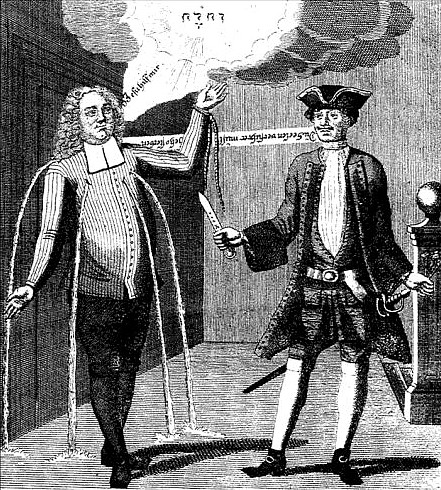
Ermordung Hahns durch Laubler, zeitgenössischer Stich

Am 21. Mai 1726 gegen Mittag befand sich Hahn beim Essen mit der Familie, als der Trabant Franz Laubler ihn zu sprechen wünschte. Laubler war Fleischerknecht in Oberhausen bei Augsburg gewesen, bevor er nach Dresden kam. Hier konvertierte der Katholik unter Hahns Leitung zum Protestantismus. Hahn, der Laubler auch mit Geld unterstützt hatte, verschaffte ihm seine Tätigkeit beim Militär. Ohne Hahns Wissen war Laubler jedoch kurze Zeit vor dem Treffen wieder zum Katholizismus übergetreten und beim Militär entlassen worden. Hahn gegenüber gab er vor, abgedankt zu haben und nach Hause zurückkehren zu wollen. Die Postkutsche hätte er bereits bestellt, müsse Hahn jedoch sprechen, „da er Gewissens-Scrupel hätte, daran seine Seligkeit hienge, den er ihm gerne vortragen wollte.“

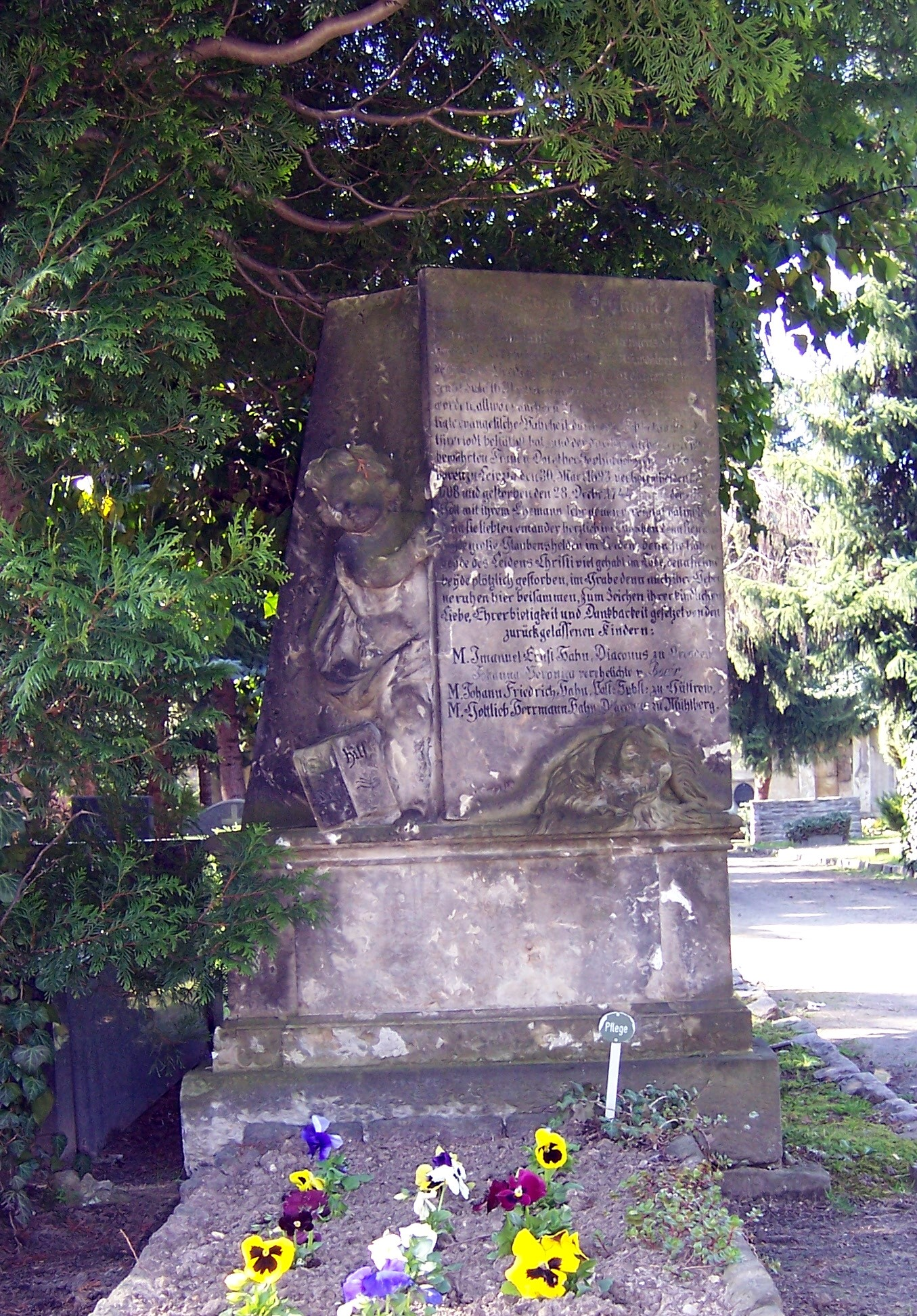
Grab Hermann Joachim Hahns auf dem Trinitatisfriedhof

Nach einer kurzen Unterredung versuchte Laubler Hahn zunächst mit einer Schlinge zu erwürgen. Da Hahn diese jedoch mit seiner Hand abfing, erstach Laubler ihn mit sechs Stichen, von denen zwei tödlich waren.
Zu diesem Zweck hatte Laubler drei lange Nägel, eine kleine Rute, ein Messer und eine Schlinge bei sich. Laubler floh nach der Tat, wurde jedoch von der Köchin Hahns und dem Nachbarsjungen verfolgt und schließlich im Dresdner Schloss gestellt. Bei seiner Verhaftung sagte er aus, er „habe einen Lucifer von dem Dreßdnischen Kirche-Himmel herunter gestürtzet, und einen Seelen-Mörder im Kampff erlegt: Nun sey sein Hertz, so ihm vorher schwer gewesen, gantz Feder-leicht“. In der Haft bekannte sich Laubler zum katholischen Glauben und wurde am 18. Juli 1726 „auf einer zu dem Ende auf dem Alten Marckt gegen dem Rathause über verfertigten Bühne lebendig von oben herunter gerädert, und der Cörper an der Gerichts-State vor dem Alt-Dreßdnischen Thor aufs Rad geflochten worden“.
Hermann Joachim Hahn wurde am 24. Mai 1726 um drei Uhr früh auf dem Johanniskirchhof beigesetzt. Die Leichenpredigt von Valentin Ernst Löscher wurde am 6. Juni 1726 in der Frauenkirche gehalten und erschien anschließend im Druck. Als der Johanniskirchhof Mitte des 19. Jahrhunderts säkularisiert wurde, überführte man Hahns Grabmal auf den neuangelegten Trinitatisfriedhof. Die Gestaltung des Grabsteins wird Johann Christian Kirchner zugeschrieben. Hahns Begräbnisstätte gehört heute zu den wenigen erhaltenen Gräbern des Johanniskirchhofs.

## Reaktionen

### Unruhen
Dienstag, 21. Mai 1726

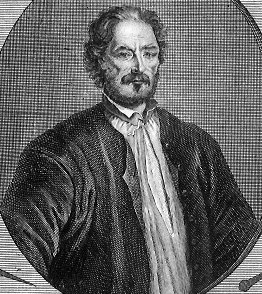
Franz Laubler, zeitgenössischer Stich

Der Mord an Hahn versetzte die Stadt Dresden in Unruhe. Besonders das „gemeine Volck“ war der Überzeugung, dass die Tat von Katholiken der Stadt geplant worden war. Im protestantischen Dresden hatte es seit dem Übertritt Augusts des Starken und der daraufhin zunehmenden gesellschaftlichen Freiheit der Katholiken immer wieder religiöse Konflikte gegeben. Diese entluden sich nach dem Mord an Hahn. Noch vor der Verhaftung Laublers erfolgten erste Übergriffe auf Katholiken, die teilweise von Soldaten in Sicherheit gebracht wurden.

„Nun erschallete zwar die Arretirung des Mörders in der gantzen Stadt, allein der wütende, und diß vergossene Priester-Blut … zu rächen gesonnene unverständige Pöbel, vermehrete den Haß gegen die Papisten, so gar, daß er … alle Personen Cath. Religion, ohne Ansehen ihres Standes und Dignität, auf der Strassen in Furie anfiel, mit Schlägen, Stössen und Steinwerffen so sehr verwundet, daß sie kaum mit dem Leben davon kommen …“

Kaufleute aus Italien, Tirol und anderen katholischen Ländern schlossen ihre Läden und verbargen sich in ihren Häusern.
Gouverneur August Christoph von Wackerbarth befand sich zu Beginn der Tumulte vermutlich im Friedrichschlösschen (auf „Schloss Sedlitz“), sodass zunächst Generalleutnant Ernst von Borck nach Dresden ging. Mithilfe der Miliz gelang es ihm, das Volk auseinanderzutreiben und die verletzten Katholiken in Sicherheit zu bringen. Graf Wackerbarth kehrte noch am selben Tag in die Stadt zurück, um in einer persönlichen Ansprache das aufgebrachte Volk, das Laubler lynchen wollte, zu beruhigen. Es wurde den Einwohnern Dresdens verboten, nachts das Haus zu verlassen. Gleichzeitig erschienen zwei Kürassier-Regimenter in der Stadt, die zusammen mit hunderten weiteren Soldaten auf den Neu- und Altmarkt postiert wurden und weitere Übergriffe verhindern sollten. Noch am selben Tag wurden die Vorkommnisse dem König gemeldet.
Mittwoch, 22. Mai 1726

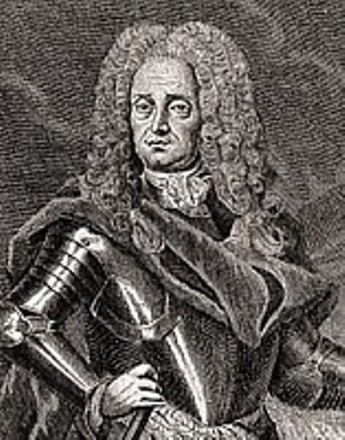
Graf Wackerbarth

Zunächst war für den folgenden Tag eine Beruhigung der Lage erwartet worden. Während der Morgenpredigt in der Kreuzkirche „entstund … ein wiewohl ungegründetes Geschrey, als ob man nach dem Prediger auf der Canzel schiessen wollen, und haben einige bey der grossen Kirch-Thür Feuer und Pulver, wie auch entblößte Degen wollen gesehen haben …“ Der Verdacht eines erneuten Mordversuches führte zu Panik unter der Kirchgemeinde, woraufhin die Miliz die Kirche stürmte und Menschen festnahm. In der Folge formte sich ein Mob, der „tobend und rasend … die Catholicken gäntzlich zu vertilgen beschlossen“ die Straßen Dresdens durchzog. Die Gruppe aus „Lehr-Jungen, Handwercks-Burschen, Dieben und Spitzbuben“ begab sich zunächst zum Jesuitenhaus in der Kleinen Brüdergasse, wo sie die dort wohnenden Geistlichen ermorden wollten, die jedoch bereits geflohen waren. Sie verwüsteten daher das Haus und warfen die Scheiben ein. In der Schloßgasse warfen sie die Scheiben der Prinzlichen Apotheke ein, wurden jedoch von der Miliz von weiterem Randalieren abgehalten. Auch die Scheiben der 1707 erbauten ersten Katholischen Hofkirche wurden durch den Mob zerstört.
In der Folge wurden nicht nur „in allen Gassen und Strassen“ Dresdens Scheiben zerstört, sondern auch die Wohnungen und Zimmer von Katholiken verwüstet, religiöse Artefakte zerstört und wertvollere Besitztümer gestohlen. Auch die Übergriffe auf Katholiken begannen erneut, sodass Graf Wackerbarth anordnete, in Gefahr befindliche Katholiken in Sicherheit zu bringen. Die Bewohner der Stadt wurden zudem aufgefordert, die Wohnorte katholischer Gläubiger anzugeben, damit diese in Sicherheit gebracht werden konnten.
23. Mai bis 29. Mai 1726

In den folgenden Tagen beruhigte sich die Situation in Dresden. Hahn wurde am 24. Mai beigesetzt. Am 29. Mai unterzeichnete die gesamte Bürgerschaft Dresdens eine Verordnung, in der sie versicherten, dass sie „sich friedlich zu halten, ihrem Gesinde und Bedienten ernsten Einhalt thun, sich alles Disputierens, sonderlich von Religions-Sachen entbrechen, und zu keinem unnöthigen Streit anlaß und Gelegenheit geben sollten etc.“

### Publikationen

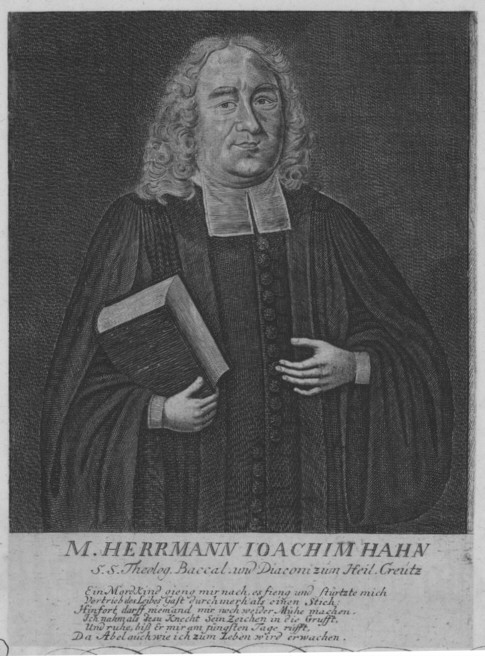
Gedenkblatt

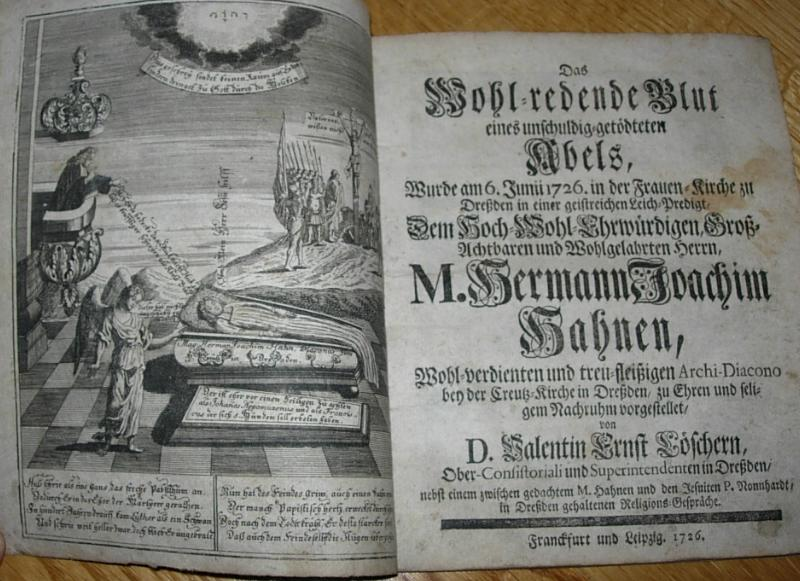
Titelseite der Leichenpredigt Löschers mit einem Bildnis der Beerdigung Hahns

Nach der Ermordung Hahns erschienen in rascher Folge zahlreiche Werke und Flugschriften zu seinem Leben und vor allen Dingen den Umständen seines Todes. Hahn wurde dabei in zunehmendem Maße zum christlichen Märtyrer erhöht und sein Name metaphorisch gedeutet:
Anonym – Grabinschrift (1726)
Hier ruht der theure Hahn, der stark genug gekräht,

daß manch bußfertig Hertz ließ bittre Thränen fliessen.

Nun hat ihn Gott ins Chor der Märtyrer erhöht.

Daher wird Petrus nun zu Rom bald weinen müssen,

weil das gerechte Blut aus eines Priesters Grufft,

Benebst der Thorner Blut, zugleich um Rache ruft.
Weitere Publikationen (Auswahl)
- 1726: Picander – Der Meuchel-Mord Des Weyland Wohl-Ehrwürdigen Herrn M. Hermann Joachim Hahns, Bey der Kirche zum Heil. Creutz in Dresden In die 14 Jahr Wohlverdienten Seel-Sorgers und Archi-Diaconi mit leidend beweinet von Picandern
- 1726: Anonym – Umständliche Nachricht von den Grausamen Mordt eines getreuen Lehrers, des Hoch-Wohl-Ehrwürdigend und Hochgelahrten Herrn. M. Herrmann Joachim Hahns, S. S. Theol. Baccalaurei und im Dreßdnischen Ministerio zum H. Creutz Diaconi welcher auf eine unerhörte Weise durch sechs Mörder-Stiche den 21. May 1726 von einem gewesenen reutenden Trabanten Frantz Laubler In seiner Priester-Wohnung erbärmlich umgebracht und getodtet worden
- 1726: Curriculum Vitae, oder: Leben, Todt und Begrabniß Des weyland Hoch-Ehrwurdigen Herrn M. Hermann Joachim Hahns S. S. Theol. Baccalaurei, Diaconi und der Zeit gewesenen Mittochs-Predigern zum Heil. Creutz in Dreßden aufgesetzt von Piqvantern
- 1726: Bellamintes – Das Uber den blutigen Tod seines von einem ermordeten Lehrers, S. T. Herrn M. Hermann Joachim Hahns, In blutigen Thränen schwimmende Dreßden wird vermittelst einer Klag- und Trost-Ode, welcher eine ungebundene Grabschrift des Seel. Mannes beygefügt, Mitleidend angeredet von Bellamintes
- 1726: Bernhard Walther Marperger – Die eintzige Gewalt, Welche Die Christen gebrauchen dörffen, Am Sonntage Rogate, Ao. 1726. in der Königl. und Churfl. Sächsischen Schloß-Kirche zu erkennen gegeben (Friedenspredigt, die nach der Ermordung Hahn gehalten wurden)
- 1726: Eine vornehme Dame – Gespräch Im Reich der Lebendigen, Zwischen dem letzthin jämmerlich ermordeten Evangelischen Geistlichen, M. Herrm. Joachim Hahn, Und dem bekannten Jesuiten, Pater Nonnhardt, In Dressden, Bey Gelegenheit eines im Jahr 1722. Von einer Vornehmen Dame, Von der wahren Evangelischen zur Papistischen Religion daselbst Geschehenen Abfalls (erschienen in Frankfurt und Leipzig 1726, erste Ausgabe 1722)
- 1726: S. – Das Betrübte Andencken des Monaths May, Als am 21. desselben in dem abgewichenen 1726. Jahre, der … Herr M. Herrmann Joachim Hahn … In seinem Hause … von Frantz Laublern, einen gewesenen reutenden Trabanten mit 5. Stichen Meuchelmörderischer Weise ermordet wurde, Wolte die Erinnerung dieser Tragoedie in einigen ungebundenen Zeilen erneuern ein auffrichtig-mitleidender S.
- 1726: Valentin Ernst Löscher: Das wohl-redende Blut eines unschuldig getödteten Abels, Wurde am 6. Junii 1726. in der Frauen-Kirche zu Dreßden in einer geistreichen Leich-Predigt … Herrn, M. Hermann Joachim Hahnen, Wohl-verdientem und treu-fleißigem Archi-Diacono bey der Creutz-Kirche in Dreßden, zu Ehren und seligem Nachruhm vorgestellet (Digitalisat)

## Werke Hermann Joachim Hahns
- 1708: Paulus redivivus
- 1710: Koenigius contractus et illustratus
- 1710: Vorschlag eines richtigen Mittels, die unter Christen sogar sehr eingerissene Unwissenheit im Christenthum auszurotten. In 3 Abtheilungen
- 1710: Haupt-Register über Misandri (M. Joh. Sam. Adami) Delicias evangelicas
- 1713: Der in der Lehre vom würdigen Gebrauch des Beichtstuhls und Heil. Abendmahls gründlich unterrichtende Catecher
- 1713: Der vernünfftige Gottesdienst bey etlichen Oster-Liedern
- 1719: Deliciae deliciarum, oder die zur Heil. Gemüths-Ergötzung bey erbaulicher Betrachtung derer …
- 1720: Altes und Neues aus dem Lieder-Schatz der Evangelischen Kirche, oder Gesang-Buch von 947. Liedern
- 1724: Abgenöthigte Vorstellung, wie er gegen seine Beichtkinder sowohl im Beichtstuhl, als auch außer demselben, sich nach Erforderung seines Gewissens zu verhalten pflege
- 1726: Letzte Worte, die er am Sonntage Cantate den 19. Maji 1726 zu seiner anvertrauten Gemeinde geredet, und Mittwochs darauf den 22. ejusd zu ihr reden wollen (posthum)
- 1726: Zwölff Char-Freytags-Predigten (posthum)

## Roman
In Ina Seidels Roman Lennacker (1938) ist Hermann Joachim Hahn eine der Hauptfiguren des Kapitels Die siebente Nacht und seine Ermordung der Höhepunkt der Handlung.